# Batalha de Grand Port
A Batalha de Grand Port foi uma batalha naval entre esquadras de fragatas da marinha francesa e a marinha britânica. A batalha teve lugar durante o período de 20 a 27 de Agosto de 1810, e o seu objectivo era a posse do porto de Grand Port, na Ilha de França (actual Maurícia), durante as Guerras Napoleónicas. A esquadra britânica de quatro fragatas foi enviada para bloquear o porto para assim prevenir a sua utilização pelos franceses, através da captura da ilha fortificada de la Passe. A entrada da ilha foi tomada por um grupo de desembarque britânico, a 13 de Agosto, e quando uma esquadra francesa, liderada pelo capitão Guy-Victor Duperré se aproximou da baía nove dias depois, o comandante britânico, capitão Samuel Pym decidiu atraí-los para longe da costas onde a sua superioridade numérica podia fazer frente ao navios franceses.
Quatro dos cinco navios franceses conseguiram furar o bloqueio britânico, abrigando-se numa zona de difícil acesso, através de recifes e bancos de areia. Quando Pym deu ordem para as suas fragatas atacarem os navios franceses ancorados a 22 e 23 de Agosto, os seus navios ficaram encalhados nos apertados canais da baía: dois deles ficaram presos; um terceiro, em situação de inferioridade face à esquadra francesa, foi derrotado; e um quarto não conseguiu aproximar-se o suficiente para que os seus disparos alcançassem os navios franceses. Embora os navios franceses também tivessem ficado danificados, a batalha foi um desastre para os britânicos: um navio foi capturado depois de ter sofrido danos irreparáveis; os navios encalhados foram incendiados para evitar cair em mãos francesas; e o último navio foi capturado quando saía do porto pela esquadra principal do Port Napoleon, sob o comando do comodoro Jacques Hamelin.
A derrota nesta batalha foi a pior derrota da Marinha Real Britânica em toda a guerra, e deixou o Oceano Índico, e os seus importantes comboios expostos aos ataques das fragatas de Hamelin. Em resposta, as autoridades britânicas pediram o reforço da esquadra na Île Bourbon, liderada por Josias Rowley, dando ordem a todos os navios para se dirigirem para a região, mas este reforço resultou em várias acções fracassadas pois cada navio britânico foi atacado por esquadras francesas mais poderosas. Só em Dezembro de 1810 é que chegou um reforço adequado, liderado pelo almirante Albemarle Bertie, que, de forma rápida, invadiu e controlou a Isle de France.